# 凉亭坳乡
凉亭坳乡，是中华人民共和国湖南省怀化市鹤城区下辖的一个乡镇级行政单位。

## 行政区划
凉亭坳乡下辖以下地区：
蒿菜坪村、邓家冲村、罗家溪村、尹家岭村、曹家坡村、杨地坪村、大竹林村和杨潭村。